# 全国民族民主運動連合
全国民族民主運動連合（全民連）は、第六共和国時代の韓国における在野運動（民族民主運動）を進めた労働者や農民など各団体による連合団体で、1989年1月21日に結成された。

## 概要
1987年12月の大統領選挙では野党だけでなく在野勢力自身も“金大中候補に対する批判的支持”（批支）、“金大中候補と金泳三候補の単一化”（候単）、“白基玩を在野の独自候補として擁立”（独候）に三分裂し、翌88年4月の第13代国会議員選挙でもハンギョレ民主党や民衆の党など独自政党を結成するグループや、既存保守政党の平和民主党や統一民主党に入党するグループに分かれるなど｢民主統一民衆運動連合｣は深刻な分裂状況に陥った。
そのような中で、民族民主運動の求心点を形成するために｢全国民族民主運動連合｣の建設論議を1987年10月頃から初め、88年9月2日に｢全国民族民主運動協議会推進委員会｣を発足、89年1月21日に｢全国民族民主運動連合結成大会｣を行ない正式に結成された。
- 結成宣言文[1]

「勤労民衆の中心となり、青年学生達の闘争の原動力となり、良心的な教師・文人・宗教人・放送人・言論人・医療人・科学者達と中小の商工人や海外の同胞達が参加する愛国的民族民主運動力量の総結集体として・・（中略）・・この地の真の民衆解放と自由平等社会の為に、自主化運動、反独裁民主化運動、祖国統一運動にまい進する｣